# 下巴整形手術
下巴整形手術（英語：Chin augmentation），是一門透過調整下巴形狀和位置，從而改善臉部外觀及呼吸功能的手術。此手術主要採用截骨術來調整下巴高度、前後和角度及塑造V型輪廓，或又者使用植入物修飾下巴形態，以增進臉部平衡。此類手術通常由口腔顎面外科醫師、耳鼻喉科醫生或整形外科醫師執行。
臨床上此手術常與鼻整形術同時施行，藉此保持臉部對稱。在美容醫學中，常使用植入物重塑下巴線條 ，透過改善下顎綫和頸綫以提升自信和自我形象。 使用骨的植入物通常取自病人自身肋骨和骨盆髂骨部位。然而，即便採用自體骨移植，就算放置數十年後﹐也會比術前更易感染。

## 類型

### 手術方案
最常見的手術方案是使用植入物。透過植入物進行下巴整形手術通常被視為美容手術。手術會在下巴下方或下唇內側做一個切口，製作一個口袋，並將植入物放入口袋中。有些植入物會固定在下顎骨上，而有些則由口袋本身固定。
另一種下巴整形手術則是移動下顎骨的下部突出部分。這種手術被稱為頦成形術（英語：Genioplasty），手術包括從下顎骨下緣切下一塊馬蹄形的骨頭，並推前以增加下巴突出量。或者向後凹進以達至縮小下巴的視覺效果。移動後會使用鈦螺絲和鈦板固定。骨段也可採用 26 或 27 號線材和 IMF（以線材閉合顎骨）固定 3-4 週。此類手術通常由口腔頜面外科醫生或整形外科醫生進行。
如果下巴較小且有嚴重的咬合過度，則可能需要更複雜的正顎手術。正顎手術可用於矯正牙齒排列並改善下巴的突出度。相反，下巴整形手術雖然會改善下巴的美觀，但卻不會改善牙齒咬合。 

#### T型截骨術
T 型截骨術（或稱迷你V 型臉） 由韓國外科醫生研發，是一種縮小和拉長下巴的截骨術。手術在口腔內開刀，並在全身麻醉（經口氣管插管）下進行。 使用雙刃鋸進行水平截骨術，在中間留下一小部分骨頭。然後以倒梯形進行兩個垂直截骨術並永久移去中間剩餘的長方形骨頭。然後連接和調整水平截骨術後剩餘的骨頭，以拉長下巴，並視情況向前推出，以增加下巴前部的突出量。 手術常用預彎鈦板和螺絲釘以固定骨頭到新的位置。 術後下巴平均可調整2到3毫米。 由於頦肌控制下唇和下巴的上抬功能，因此手術要小心地將頦肌重新連接回去。 

### 非手術方案
另一種下巴整形的方法是使用注射填充物。大多數填充物都是暫時性，效果可以維持數月至數年。常見的暫時性填充劑包括透明質酸和羥基磷灰石鈣製劑。永久性填充物，例如矽膠，因為存在移位、慢性發炎和感染的風險而不再受歡迎，這種填充物有可能會永久損壞下巴外觀。

## 植入物的種類
矽膠，矽膠是最常用植入物之一。它們柔軟、光滑、靈活，並且具有各種形狀和大小。它們不會黏附周圍組織，因此必須定製。它們通常固定在原位，但在某些情況下可能會移動、彎曲並在與下顎骨接觸時導致骨吸收。由於它們很光滑，因此也可以輕鬆移除。
聚乙烯，聚乙烯是另一種植入物，品牌名稱為 Medpor，堅硬、多孔、略有彈性，具有多種形狀和尺寸。它們會融入人體，因為人體組織可以長入材料的孔隙中固定植入物，並提供血液供應以預防感染。但這也使得這些植入物更難移除。
聚四氟乙烯， 聚四氟乙烯是另一種植入物，品牌名稱為Gore-Tex ，常用於整形外科和其他手術，其化學名稱縮寫為ePTFE （膨體聚四氟乙烯）或Gore SAM（皮下增強材料）。 由於它們靈活又柔軟，但又非常堅固，因此在手術過程中會將其插入修整的薄片和雕刻的區塊中，並用鈦螺絲固定在骨頭上。但由於材料多孔，真正將植入物固定到位的力量是生長入植入物的軟組織和骨骼。
異體真皮，商業名稱是AlloDerm，它來自人體的真皮層，在捐贈者死亡後去除表層皮膚，然後用抗生素和其他物質處理可能導致排斥的細胞和DNA  。這類移植物通常用於覆蓋下巴植入物。
其他植入材料包括 Supramid（一種聚合物外殼內的編織不可吸收合成縫合材料）和 Mersiline（一種可在骨骼上提供支架的網狀材料）。 
上述人工材料因其具有生物相容性、在人體內引發問題的發生率較低而被用於醫學。它們供應充足、已獲美國食品藥物管理局批准並可使用，且不會損傷接受者的供體部位。

## 潛在風險與副作用
常見的併發症包括腫脹、血腫、下唇無力或麻木，通常不會持續很長時間。其他較不常見的風險包括感染、骨質變化、植入物移位和神經損傷。 富有經驗的外科醫生有助於降低併發症的風險。 
手術後患者應減少咀嚼，並在一段時間內只吃軟食和飲料。